# Лояльность к бренду

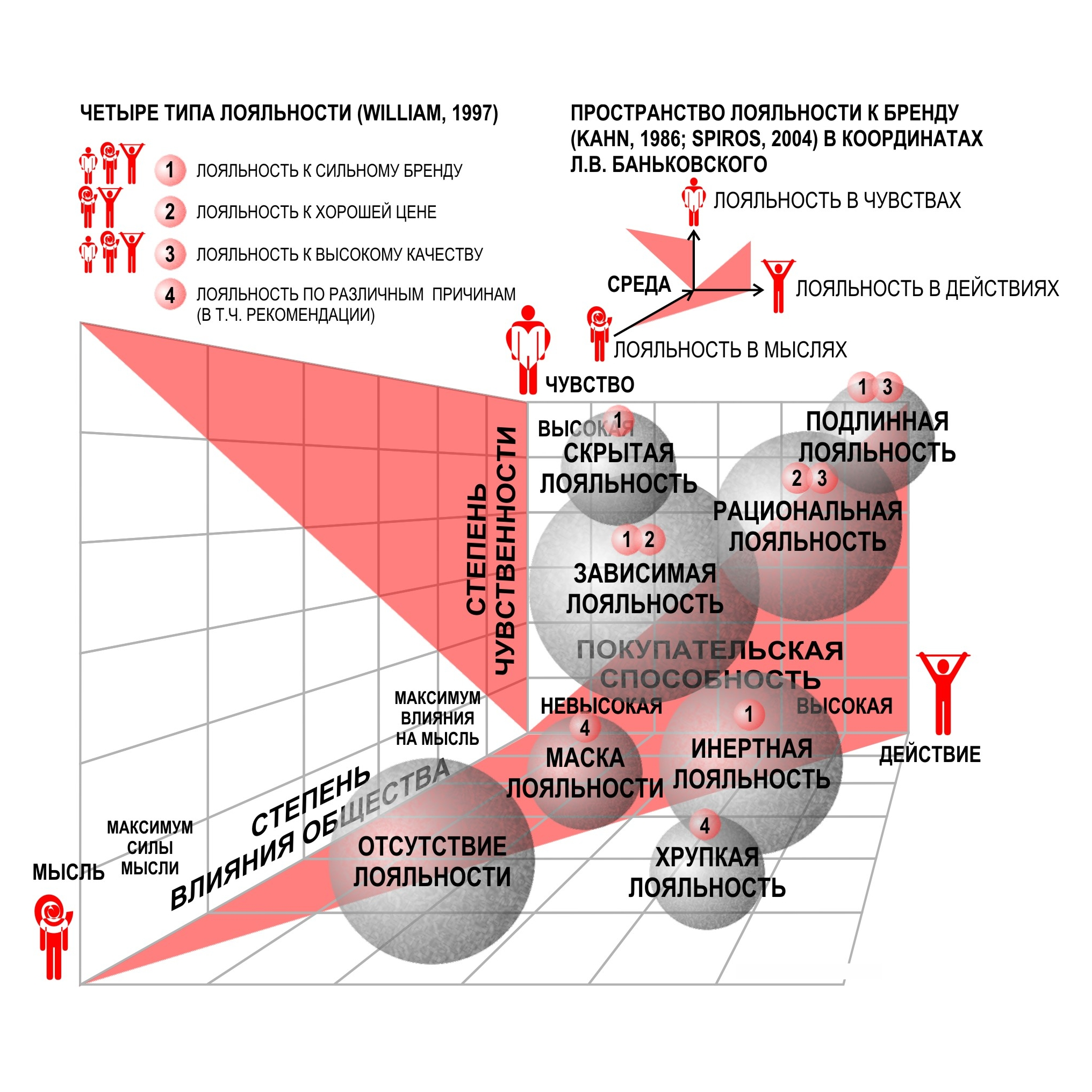
Пространство лояльности к брендам (Brand loyalty) в координатах Бренд-культура (brand culture).

Лоя́льность к бре́нду (англ. brand loyalty, от англ. loyalty — «верный»; ве́рность бре́нду, пре́данность бре́нду) — шкала, качественная единица измерения степени поддержки потребителем определённого бренда или продукта. Является результатом удовлетворённости покупателей товарами выбранного ими бренда, что приводит к росту объёмов продаж этих товаров.
Характеристика клиента, покупателя, определяющая его приверженность к конкретному бренду (корпоративному или товарному). Лояльность бренду в большинстве трактовок специалистов ассоциируется с повторной покупкой. Другие авторы определяют привязанность к бренду как меру приверженности потребителя, которая обуславливает степень вероятности переключения потребителя на другой бренд.

## Характеристика
Лояльность потребителя к бренду характеризуется следующим образом:
- устойчивое предпочтение данному бренду относительно всех остальных;
- желание совершить повторную покупку и в дальнейшем продолжать приобретать товары и услуги данной марки;
- чувство удовлетворённости по отношению к бренду;
- нечувствительность потребителя к действиям конкурентов;
- преобладание эмоционального компонента над рациональным в структуре деятельности потребителя[2].

## Виды
Общепринято выделять два основных типа лояльности к бренду: поведенческий и аффективный.
Поведенческая (трансакционная) лояльность (англ. Transactional loyalty) имеет место при покупке брендового продукта на постоянной основе, но при отсутствии привязанности. Потребитель при первой же возможности или необходимости переключается на покупку другого брендового продукта. С позиций стратегической перспективы, компании важен сегмент истинно лояльных клиентов, поскольку только при наличии прочных и взаимовыгодных отношений с потребителями, можно рассчитывать на долгосрочный успех и стабильную прибыль.
Различают следующие виды лояльности бренда:
- по степени: высокая и низкая (Sharyn, 2001);
- по отношению и действиям: подлинная, скрытая, хрупкая лояльность, отсутствие лояльности (Kahn, 1986);
- по лояльности в чувствах, действиях, мыслях по отношению к среде:

 — отсутствие лояльности;
 — зависимая лояльность (например, из зависти);
 — инертная лояльность (англ. Consumer inertia): отсутствие реакции потребителей на изменение цены, появление новых продуктов, усиление рекламы и т. д. при сохранении приверженности к определённому бренду;
 — рациональная лояльность (Spiros, 2004).
- по отношению к типу товара: лояльность в приобретении товаров повседневного спроса, с длительным сроком службы, услуг (Sharyn, Rebekah, 2001);
- с упором на характеристику товара: лояльность к сильному бренду, к хорошей цене, качеству и лояльность по различным причинам, включая рекомендации того или иного товара другими потребителями (William, 1997).

### Ключевые термины

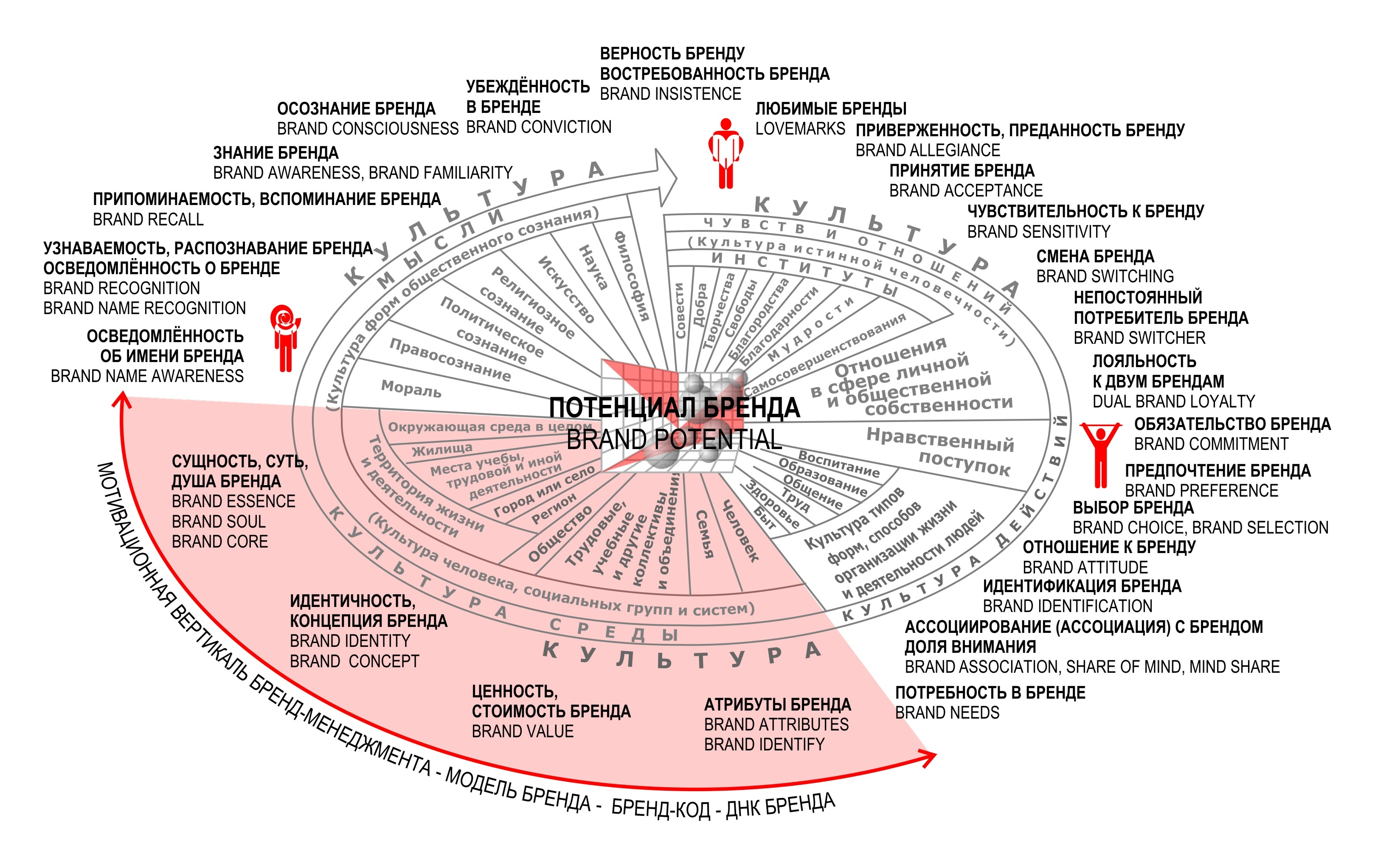
Модель поведения при выборе бренда (brand choice behaviour) в системе культуры Л. В. Баньковского.

- Верность бренду, востребованность бренда (англ. Brand insistence) — исключительная преданность бренду, которая выражается в том, что у потребителя порой отсутствует рациональное объяснение того, почему данный бренд имеет преимущества перед другими, но при этом он не рассматривает возможность покупки товаров альтернативного бренда и готов жертвовать временем и силами для поиска и покупки желаемого товара. Степень лояльности потребителя к бренду, при которой он не воспринимает аналогичные торговые марки как альтернативные.
- Выбор бренда (англ. Brand choice, англ. Brand selection) — неприверженность одному бренду. Факт выбора при покупке товара определённого бренда из группы аналогичных товаров, выпущенных под другими марками. Элементами принимаемого решения могут быть следующие:

1. Набор побуждающих мотивов (англ. reasons-to-believe).
2. Несколько альтернативных линий поведения.
3. Промежуточные решения, с помощью которых мотивы соотносятся с имеющимися вариантами выбора.

- Знание бренда (англ. Brand awareness, англ. Brand familiarity) — степень знакомства с брендом и осознание качества его товаров широким кругом участников коммерческой деятельности. Различают спонтанное (англ. unaided awareness) и наведённое знание (англ. aided awareness).
- Идентификация бренда (англ. Brand identification) — определение типа бренда для товара, то есть принятие решения относительно того, под каким брендом продавать товар — корпоративным (англ. Corporate brand), брендом семейства (англ. Family brand), индивидуальным (англ. Individual brand).
- Идентификация с брендом (англ. identification with a brand) — представление потребителей о каком-либо бренде как о характеризующем их личность и стиль жизни. Выражается в уверенности потребителя в правильности выбора определённого бренда и в положительных воспоминаниях, связанных с ним. Главным образом касается брендов дорогих товаров или предметов роскоши (англ. Luxury brand).
- Преданность бренду (англ. Brand allegiance) — такая степень доверия какому-либо бренду и лояльности к нему, при которой покупатель неизменно отдаёт предпочтение только выбранному бренду.
- Убеждённость в бренде, убеждение бренда (англ. Brand conviction) — уверенность потребителя в том, что ему нужен товар именно выбранного им бренда; способность сообщений о последнем убеждать целевых потребителей.
- Узнаваемость бренда, распознавание бренда, осведомлённость о бренде (англ. Brand recognition, англ. Brand name recognition) — покупатель знает о существовании марки, хотя и не отдаёт предпочтение товарам именно этого бренда. Способность потребителя вспомнить данную марку с помощью подсказки (названия, товарного знака, дизайна упаковки и т. д.).
- Чувствительность к бренду (англ. Brand sensitivity) — показатель того, насколько важно для потребителя определённой товарной категории выбрать и купить товар именно желаемого бренда; используется для оценки товарной категории по признаку высокой, нормальной и низкой чувствительности.
- Для измерения индекса лояльности и сбора уникального клиентского опыта существуют различные сервисы автоматизированного сбора обратной связи и сервисы опросов[5] клиентов, c помощью который бизнесы из разных сфер управляют клиентским опытом.

## Программы лояльности
Программы лояльности (англ. Loyalty program) представляют собой комплекс мероприятий по созданию, усилению и поддержанию приверженности бренду. В зависимости от используемого инструментария программы лояльности делятся на группы: ценовые и неценовые.

### В России
Программы поощрения потребителей действуют во многих крупных компаниях России. Например: «МТС Бонус», «Спасибо от Сбербанка», «Аэрофлот Бонус», «Трансаэро Привилегия», «Статус» (ЮТэйр), «РЖД Бонус» и др. Эти программы взаимодействуют с партнёрами с помощью маркетинговых соглашений и тесно связаны с кобрендинговыми программами.  

### За рубежом
Программа часто летающих пассажиров Miles & More разработана в стратегическом альянсе авиакомпаний Star Alliance при активном участии Lufthansa. В эту программу лояльности вовлечены свыше ста партнёров, среди которых более 30 авиакомпаний и 50 туристических партнёров (таких как Travel Value & Duty Free), а также более чем 50 компаний из других видов бизнеса, например: Porsche, Die Welt, Deutsche Telecom, Deutsche Bank, Mercedes-Benz и др. В московском представительстве CitiBank (партнёра программы) утверждают, что львиная доля потока российских клиентов оформилась именно по программе Miles & More.

## Выгоды
Выгоды компании, обеспечиваемые лояльностью:
- снижение расходов на маркетинг;
- возможность устанавливать премиальные цены (англ. Premium price, высокая ценовая эластичность);
- сохранение клиентов в периоды нестабильности;
- лояльность даёт компании некоторый запас времени для ответа на новые предложения конкурентов.

## Измерения и показатели
Наиболее простыми для измерения являются показатели поведенческой лояльности, значения которых могут быть получены из базы данных по потребителям. К ключевым показателям поведенческой лояльности можно отнести:
- увеличение покупок — сумма и доля увеличения размера покупки одного и того же продукта за определённый промежуток времени;
- повторные покупки — количество повторных покупок. Эксперты считают, что если доля повторных покупок составляет 67 %, то такой потребитель обязательно является лояльным. Потребители, уровень повторных покупок которых меньше, относятся к «перебежчикам»;
- поддержание потребителем достигнутого уровня взаимодействия с компанией — относительно постоянная сумма покупки одного и того же марочного продукта за определённый промежуток времени.